# Izumi
Pour les articles homonymes, voir Izumi (homonymie).
L’Izumi fut un croiseur protégé unique, construit au Royaume-Uni sur les chantiers navals Armstrong Whitworth de Newcastle upon Tyne, initialement prévu par la marine chilienne.

Il fut acheté par la Marine impériale japonaise le 15 novembre 1894 dans le cadre de la reconstitution de la flotte japonaise durant la guerre sino-japonaise (1894-95). Il fut le premier croiseur protégé du Japon.

## Histoire
Peu de temps après son arrivée au port japonais de Yokosuka, l’Izumi a été placé comme patrouilleur sur les voies maritimes entre le Japon, Pusan (Corée) et Taïwan.

Après la guerre sino-japonaise (1894-95), il a été reclassé en 3e classe de croiseur protégé le 31 mars 1898. Il a contribué à soutenir les forces de débarquement japonaises en Chine durant la révolte des Boxers (1899-1901).

Il a servi de nouveau durant la guerre russo-japonaise (1904-05), mais affecté à des tâches d'arrière-ligne, à cause de son blindage bien trop insuffisant. Basé à Tsushima, Nagasaki, il a été réaffecté pour patrouiller entre le Japon et la Corée. Toutefois il a été présent, dans le cadre de la IIIe flotte japonaise, à la bataille finale de Tsushima contre la flotte impériale russe de la Baltique.
Le croiseur Izumi ne doit pas être confondu avec l’Izumi-Maru coulé au large de Vladivostok par le croiseur cuirassé russe Gromoboï le 12 juin 1904. Il a été abandonné le 1er avril 1912. Sa figure de proue avec le sceau impérial du Japon est préservé dans le cuirassé navire musée Mikasa à Yokosuka.